# Planta concentradora
Se denomina Planta Concentradora a una planta de procesamiento de mineral de cobre que tiene como finalidad su procesamiento en varias etapas hasta obtener Concentrado de este metal. Este Concentrado es luego procesado en fundiciones o plantas químicas para obtener cobre en la forma de barras o lingotes.

## Procesos desarrollados en una Planta Concentradora
Para lograr el convertir el mineral obtenido de la mina desde la forma de rocas hasta llegar a Concentrado, este es tratado y clasificado en varias etapas mediante una serie de equipos que van reduciendo el tamaño de las rocas de mineral, mediante un proceso que se denomina Conminución, para luego someterlo a un proceso denominado Flotación.

## Conminución
Es una etapa en que mediante aplicación de fuerzas físicas se disminuye el tamaño de las rocas de mineral. Para esto se emplean distintos tipos de equipos, entre los que se encuentran principalmente los de dos tipos: Chancadores y Molinos.

### Tipos de chancadores o trituradores
- Chancadores de Mandíbulas
- Chancadores de Impacto
- Chancadores de Martillos
- Chancadores de Cono

### Tipos de Molinos
- Molinos de Bolas
- Molino SAG o semiautógeno
- Molino Vertical
- Molino Raymond

### Otros equipos
- Chancadores HPGR (High Pressure Grinding Rolls)

## Flotación
En esta etapa, al mineral se le adiciona agua y otros compuestos que hacen que se adhiera a burbujas que flotan sobre esta, para luego recolectarlas por rebalse y en varias etapas ir aumentando la concentración de este metal. Para mayor detalle, ver artículo Flotación.

## Espesamiento
Luego a la pulpa resultante se le reduce sucesivamente la cantidad de agua mediante un proceso denominado espesamiento, el que además permite recuperar parte del agua adicionada para su reutilización. Otra parte del agua pasa a constituir lo que se denomina relaves, los que al no poder ser empleados nuevamente son almacenados en tanques de relaves para su disposición final. recuperando la totalidad del agua

## Separación sólido y líquido
La separación de sólidos y líquidos es una parte fundamental en la mayoría de los procesos de tratamiento. La etapa de separación sólidos y líquidos consiste en el desaguado de los concentrados y consta de dos equipos principales: el espesador y el filtro de disco. Podría decirse que se emplean dos principios fundamentales de separación: el primero mediante filtración, y el segundo mediante sedimentación. El primer procedimiento emplea filtros bien de vacíos, presión o vació-presión y el segundo, hidrociclones, tanques espesadores, clasificadores y centrífugas.

## Filtrado
Finalmente el agua restante se extrae del Concentrado mediante el empleo de filtros de prensa. El Concentrado queda así reducido a un polvo grisáceo muy fino.